# Jared Allen
Jared Scot Allen (født 3. april 1982 i Los Gatos, Californien, USA) er en amerikansk footballspiller, der spiller i NFL som defensive end for Chicago Bears. Allen kom ind i ligaen i 2004 og spillede de første fire år af sin NFL-karriere hos Kansas City Chiefs, inden han i 2008 kom til Minnesota,
Allen har to gange, i 2007 og 2008, blevet udtaget til Pro Bowl, NFL's All Star-kamp.